# Xã Lincoln, Quận Perkins, Nam Dakota
Xã Lincoln (tiếng Anh: Lincoln Township) là một xã thuộc quận Perkins, tiểu bang Nam Dakota, Hoa Kỳ. Năm 2010, dân số của xã này là 164 người.